# Verbandsgemeinde Stromberg
De Verbandsgemeinde Stromberg met  x inwoners ligt in het district Bad Kreuznach in de Duitse deelstaat Rijnland-Palts. Tot de Verbandsgemeinde behoren de stad Stromberg en negen andere gemeenten (Ortsgemeinden). 

## Gemeenten
De volgende gemeenten maken deel uit van de Verbandsgemeinde Stromberg:
- Daxweiler
- Dörrebach
- Eckenroth
- Roth
- Schöneberg
- Schweppenhausen
- Seibersbach
- Stromberg
- Waldlaubersheim
- Warmsroth